# Zofia z Meklemburgii-Schwerinu

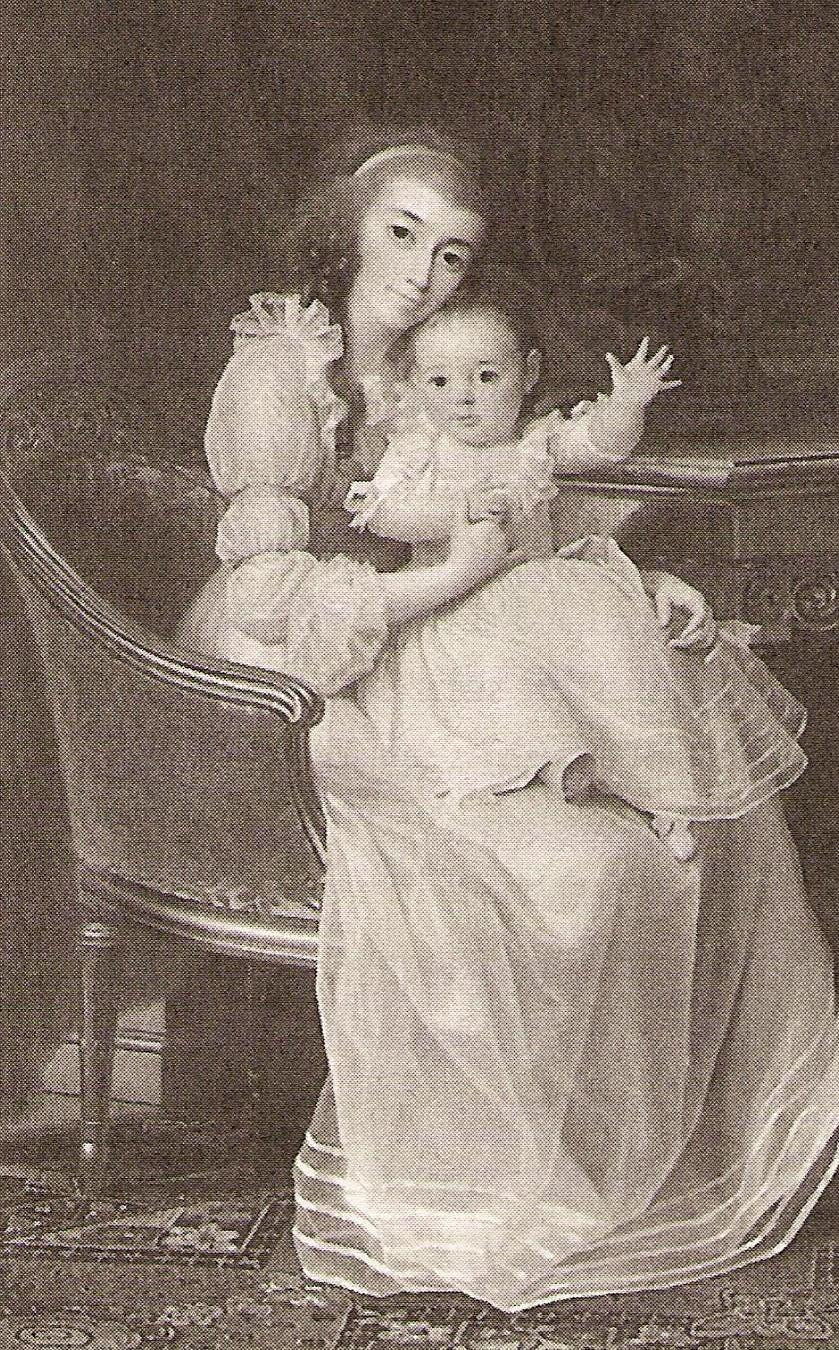
Zofia Mecklenburg-Schwerin

Zofia Fryderyka z Meklemburgii-Schwerin (ur. 24 sierpnia 1758 w Schwerinie – zm. 29 listopada 1794 w Sorgenfri) – księżniczka Meklemburgii-Schwerin, księżna Danii i Norwegii. 
Jej rodzicami byli książę Ludwik z Meklemburgii-Schwerin i Charlotta Zofia z Saksonii-Coburg-Saalfeld. Jej dziadkami byli: Chrystian Ludwik II Meklemburski i Gustawa Karolina z Meklemburgii-Strelitz (1694−1748) oraz Franciszek Jozjasz z Saksonii-Coburg-Saalfeld i Anna Zofia ze Schwarzburga-Rudolstadt.
21 października 1774 wyszła za księcia Danii i Norwegii Fryderyka syna króla Fryderyka V i jego drugiej żony Juliany Marii brunszwickiej. Para miała piątkę dzieci:
- Juliana Maria (1784)
- Chrystian (1786-1848) - król Norwegii do 1814 i król Danii
- Juliana Zofia (1788-1850) - żona landgrafa Wilhelma z Hesji-Philippsthal-Barchfeld
- Luiza (1789-1864) - żona Wilhelma z Hesji-Kassel, matka królowej Danii Luizy z Hesji-Kassel
- Fryderyk (1792-1863)

Była odznaczona duńskim Orderem Chrystiana VII, ustanowionym u dniu jej ślubu.